# Gustave Maignan
Gustave Maignan, francoski general, * 1880, † 1945.